# Lille Kaptajn Januar
Lille Kaptajn Januar (originaltitel Captain January) er en amerikansk stumfilm fra 1924 af Edward F. Cline.

## Medvirkende
- Hobart Bosworth som Jeremiah Judkins
- Diana Serra Cary som January
- Irene Rich som Isabelle Morton
- Lincoln Stedman som Bob Peet
- Harry T. Morey som George Maxwell
- Barbara Tennant som Lucy Tripp
- Wilmuth Merkyl som Herbert Morton
- Emmett King som John Elliott
- Rosa Gore
- Joseph North